# بني حجاج (ملحان)

تعديل مصدري - تعديل

بني حجاج هي إحدى قرى عزلة الروضة بمديرية ملحان التابعة لمحافظة المحويت، بلغ تعداد سكانها 591 نسمة حسب تعداد اليمن لعام 2004.